# 西ノ宮海軍航空隊
西ノ宮海軍航空隊（にしのみやかいぐんこうくうたい）及びその前身組織・三重海軍航空隊/滋賀海軍航空隊西ノ宮分遣隊（みえかいぐんこうくうたい/しがかいぐんこうくうたい にしのみやぶんけんたい）は、日本海軍の部隊・教育機関の一つ。一挙に増加した予科練甲飛第13・14期の生徒を教育するために新設された予科練教育航空隊である。戦時統制の中で戦争協力を推進していた関西学院の本拠地関西学院大学上ヶ原校地を借り受け、校舎・宿舎に充てて教育・訓練を施した。

## 沿革
海軍は航空戦力の急速な拡大を図るため、予科練12期より定数を急増した。昭和18年に募集した甲種第13期は、前後期合わせて20000人を超えた。旧来の土浦海軍航空隊・三重海軍航空隊・鹿児島海軍航空隊だけでは収容が不可能であった。そこで、海軍飛行場に新たな予科練航空隊を併設するとともに、海軍飛行場のない遠隔地にも、航空機の操縦や整備訓練の段階に達していない予科練生の基礎訓練場として航空隊分遣隊を設置することとした。西ノ宮分遣隊を上ヶ原に設置したのは、関西学院の運営母体である日本メソヂスト教会が国策団体日本基督教団に属し、積極的な戦争協力活動を推進していたためである。前年度の学徒出陣によって関学の学生は減少し、残留者も勤労動員に借り出されていたため、関学の教育活動は停滞していた。このためキャンパスの明け渡しは順調に進み、西ノ宮分遣隊は混乱なく発足した。
- 1944年（昭和19年）
  - 3月15日 兵庫県西宮市の関西学院を接収し、三重海軍航空隊西ノ宮分遣隊発足。甲飛第13期前期（三重空入隊）の一部転入（7月25日卒業）
  - 4月1日 甲飛第14期前期の一部入隊(20年3月卒業)
  - 8月15日 滋賀海軍航空隊開隊に合わせ、三重空より滋賀空の分遣隊に移管。
  - 9月1日 卒業生の飛行練習課程凍結。
  - 9月15日 甲飛第15期前期の一部入隊。
  - 11月28日 甲飛第15期（奈良分遣隊入隊者）転入。
- 1945年（昭和20年）
  - 3月1日 独立、「西ノ宮海軍航空隊」開隊。大阪警備府隷下第24連合航空隊。甲飛第15期宝塚空に転出。
  - 6月1日 予科練教育凍結。
  - 6月30日 解隊。

他の予科練教育部隊と同様に、予科練教育の凍結を受け、終戦を待たず解散した。多くの生徒が本土決戦要員として陸戦部隊に編入された。練習生が去った関学は敗戦とともに復興活動に移り、戦時協力のために設置した理工科・航空機科を廃止し、法学科・文学科・経済学科に改編した。開戦前に追放した外国人講師の再招聘や共学化を推進し、現在では関西地方屈指の私学として知られる学校となった。

## 主要機種
教育訓練部隊のため、航空機の配属はない。

## 歴代司令
- 向山總男 中佐：昭和20年3月1日[2] - 昭和20年6月30日[3]